# NGC 837
NGC 837 est une galaxie spirale située dans la constellation de la Baleine. NGC 837 a été découverte par l'astronome américain Francis Leavenworth en 1886.

## Caractéristiques
Sa vitesse par rapport au fond diffus cosmologique est de 5 355 ± 19 km/s, ce qui correspond à une distance de Hubble de 79,0 ± 5,5 Mpc (∼258 millions d'al).
À ce jour, trois mesures non basées sur le décalage vers le rouge (redshift) donnent une distance de 83,533 ± 1,069 Mpc (∼272 millions d'al), ce qui est à l'intérieur des valeurs de la distance de Hubble.
La classe de luminosité de NGC 837 est II.